# Нальотов Дмитро Олександрович
Дмитро Олександрович Нальотов (нар. 28 квітня 1985, Полтава) — український підприємець та політик. Народний депутат України 9-го скликання, голова підкомітету з питань туризму та курортів.

## Життєпис
Навчався в 31-й школі, потім — у Полтавському національному педагогічному університеті імені В. Г. Короленка на соціального педагога. З 2004 по 2008 рік був співорганізатором фестивалю «Веломанія», який проводили на пагорбах Горбанівки.
Після Революції Гідності Нальотов спробував себе в громадській сфері — став співзасновником ГО «Полтавська платформа» та ЗМІСТ, закінчив Школу Мерів. Також є співвласником компаній «Активна країна» та «Activity». За класифікатором видів економічної діяльності підприємець займається атракціонами та тематичними парками. Проживає в місті Полтаві. 

## Політична діяльність
У липні 2019 року обраний народним депутатом по 144-му мажоритарному округу (Подільський, Шевченківський райони міста Полтави) від партії «Слуга народу». На час виборів: фізична особа-підприємець, безпартійний. 
Член Комітету Верховної Ради з питань гуманітарної та інформаційної політики, голова підкомітету з питань туризму та курортів. Член групи з міжпарламентських зв’язків з Канадою. Член групи з міжпарламентських зв’язків з Азербайджанською Республікою. Член групи з міжпарламентських зв’язків з Королівством Швеція. Член групи з міжпарламентських зв’язків зі Швейцарською Конфедерацією. Член групи з міжпарламентських зв’язків з Республікою Північна Македонія.

### Законопроєкти
- #3696 Проєкт Закону про внесення змін до Бюджетного кодексу України та інших законодавчих актів України щодо фінансового забезпечення розвитку туризму.[9] Основною метою законопроєкту є створення дієвого механізму державного стратегічного планування у сфері туризму, створення додаткового механізму фінансування відповідних програм та заходів на місцевому рівні.
- #3851 Проєкт Закону про внесення змін до Податкового кодексу України щодо державної підтримки культури, туризму та креативних індустрій.[10] Метою проєкту Закону є впровадження податкових механізмів для надання державної підтримки сферам культури, туризму та сектору креативних індустрій з метою недопущення їх стагнації задля збереження і створення нових робочих місць.
- #3637 Проєкт Закону про віртуальні активи[11]. Основною метою законопроєкту є впорядкування нормативно-правового регулювання для ринку віртуальних активів та його учасників.

## Громадська діяльність
З початком повномасштабної війни Росії проти України 24 лютого 2022 року Дмитро Нальотов ініціював створення логістичного центру для доставлення гуманітарної допомоги з-за кордону в Україну. Також він один із членів Волонтерського об'єднання Полтави, яке організовує придбання та доставлення захисного екіпірування для військових ЗСУ.

## Критика
У 2022 році проголосував за містобудівну реформу, яка впроваджувалася в інтересах забудовників.

## Родина
Одружений. Має двох синів.